# Viola declinata
Viola declinata är en violväxtart som beskrevs av Franz de Paula Adam von Waldstein-Wartemberg och Kit.. Viola declinata ingår i släktet violer, och familjen violväxter. Inga underarter finns listade i Catalogue of Life.